# Водолей (зодия)
Вижте пояснителната страница за други значения на Водолей.
Водолей (на латински: Aquarius) е зодиакален знак в астрологията, който се асоциира със съзвездието Водолей.
Водолей е единадесетият знак от зодиака.
В митологията Водолеите са деца на Уран безграничния космос и също така и на Сатурн (Кронос).
Митологичните герои са Одисей, любимецът на Атина, Ахил, син на Тетида, морска богиня, дъщеря на Уран. Също така и Диомед – тъмната страна на Уран.